# Жуан Сезар Монтейру
Жуа́н Се́зар Монте́йру (порт. João César Monteiro; 2 лютого 1939, Фігейра-да-Фош, Португалія — 3 лютого 2003, Лісабон) — португальський кінорежисер, актор, письменник, яскравий представник «нового кіно» Португалії.

## Біографія
Походить із респектабельної родини землевласників, але при тому антиклерикалів і налаштованих проти режиму Салазара. 
Навчання у приватному напівзакритому лісабонському колежі не закінчив: його відрахували. 
У 1963—65 роках завдяки гранту Фонду Гульбенкяна навчався у Лондонській школі кінотехніки. Писав статті про кіно. 
Дебютував у кінематографі 1969 року документальною стрічкою, присвяченою Софії де Мелло Брейнер. 
У власних фільмах виступав і як актор, також знімався у Мануела де Олівейри та інших португальських режисерів.
Помер від раку.

## Творчість
Знімав документальні й короткометражні стрічки. Найбільш відомий трилогією про Жуана ді Деуша (Жуана Божого), автобіографічну багато в чому роль якого зіграв сам:
- Спогади про Жовтий дім / Recordações da Casa Amarela (1989, Срібний лев Венеційського кінофестивалю)
- Комедія про Жуана Божого / A Comédia de Deus (1995, присвячений пам'яті Сержа Дане; Велика спеціальна премія журі Венеційського кінофестивалю, номінація на Золотого льва)
- Весілля Жуана Божого / As Bodas de Deus (1999, премія за найкращий фільм на МКФ у Мар-дель-Плата)

Трилогію продовжив автопоретний фільм Іди і дивись (порт. Vai e Vem, 2003), завершений режисером незадовго до смерті: головну роль у ньому він також виконав самотужки.
Монтейру мріяв зняти фільм за роману Сада Філософія у будуарі, але визнав задум неможливим для виконання.
Експериментальна стрічка Білосніжка (порт. Branca de Neve, 2000) створена за мотивами однойменної новели Роберта Вальзера: вона знята на чорному екрані, тоді як актори представлені лише голосами.